# Neodiscinae
Neodiscinae es una subfamilia de foraminíferos bentónicos de la familia Neodiscidae, de la superfamilia Cornuspiroidea, del suborden Miliolina y del orden Miliolida. Su rango cronoestratigráfico abarca desde el Artinskiense (Pérmico inferior) hasta el Changhsingiense (Pérmico superior), aunque tal vez su primer registro se produzca en el Sakmariense (Pérmico inferior).

## Clasificación
Neodiscinae incluye a los siguientes géneros:
- Brunsispirella †
- Crassiglomella †
- Crassispirella †
- Glomomidiella †
- Glomomidiellopsis †, también considerado en la familia Hemigordiopsidae.
- Graecodiscus †
- Multidiscus †
- Neodiscopsis †
- Neodiscus †, también considerado en la familia Archaediscidae.
- Pseudomidiella †
- Septagathammina †
- Shanita †
- Uralogordius †